# Alte Burg (Bühle)
Die Alte Burg bei Bühle ist eine abgegangene frühere Befestigungsanlage auf dem gleichnamigen Höhenrücken Alte Burg in Südniedersachsen. Die in zwei unterschiedlichen Zeitphasen erbaute Anlage entstand zunächst in der vorrömischen Eisenzeit als Wallburg und wurde später im Mittelalter durch Anschütten eines Burghügels als Turmhügelburg (Motte) genutzt.

## Lage
Die Burgstelle der Höhenburganlage befindet sich nordöstlich von Bühle auf der höchsten Stelle der 313 Meter hohen Erhebung Alte Burg. Dabei handelt es sich um einen bewaldete Erhebung auf Muschelkalk mit steil abfallenden Hängen, insbesondere nach Nordwesten. Die nordwestlich und nördlich benachbarten Berge heißen Mäuseberg und Eulenberg und sind als Naturschutzgebiet ausgewiesen.

## Aufbau

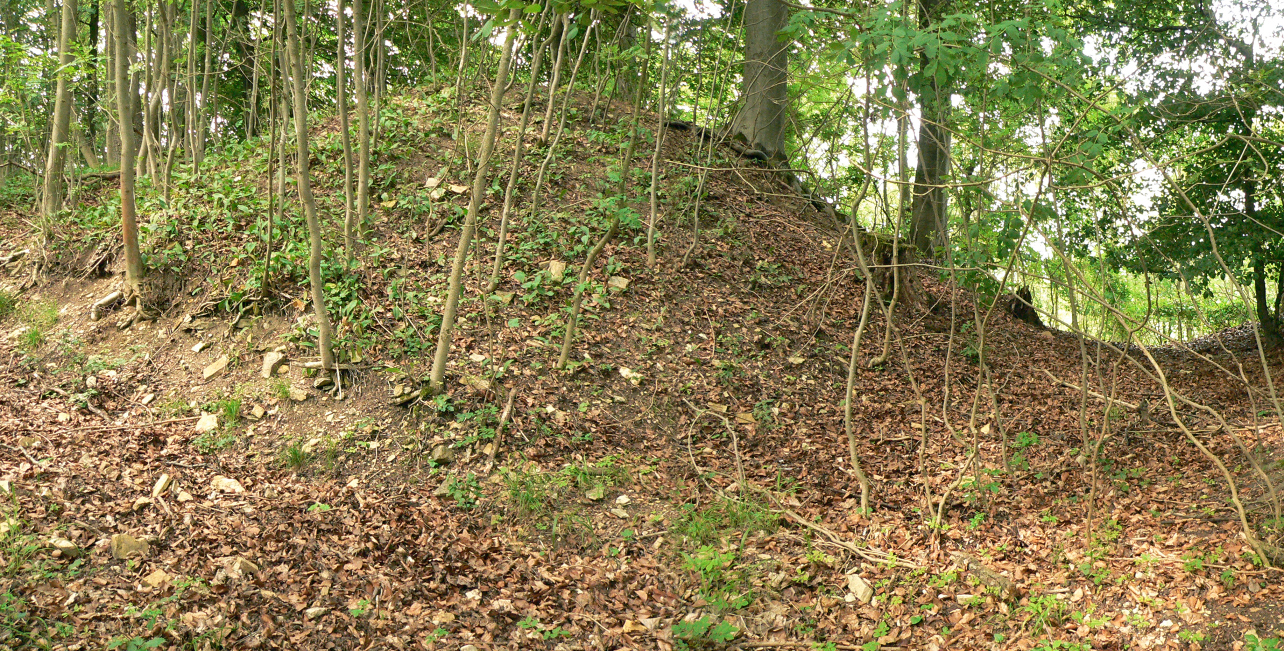
Von einem Waldweg (links) durchschnittener Wall der Befestigungsanlage

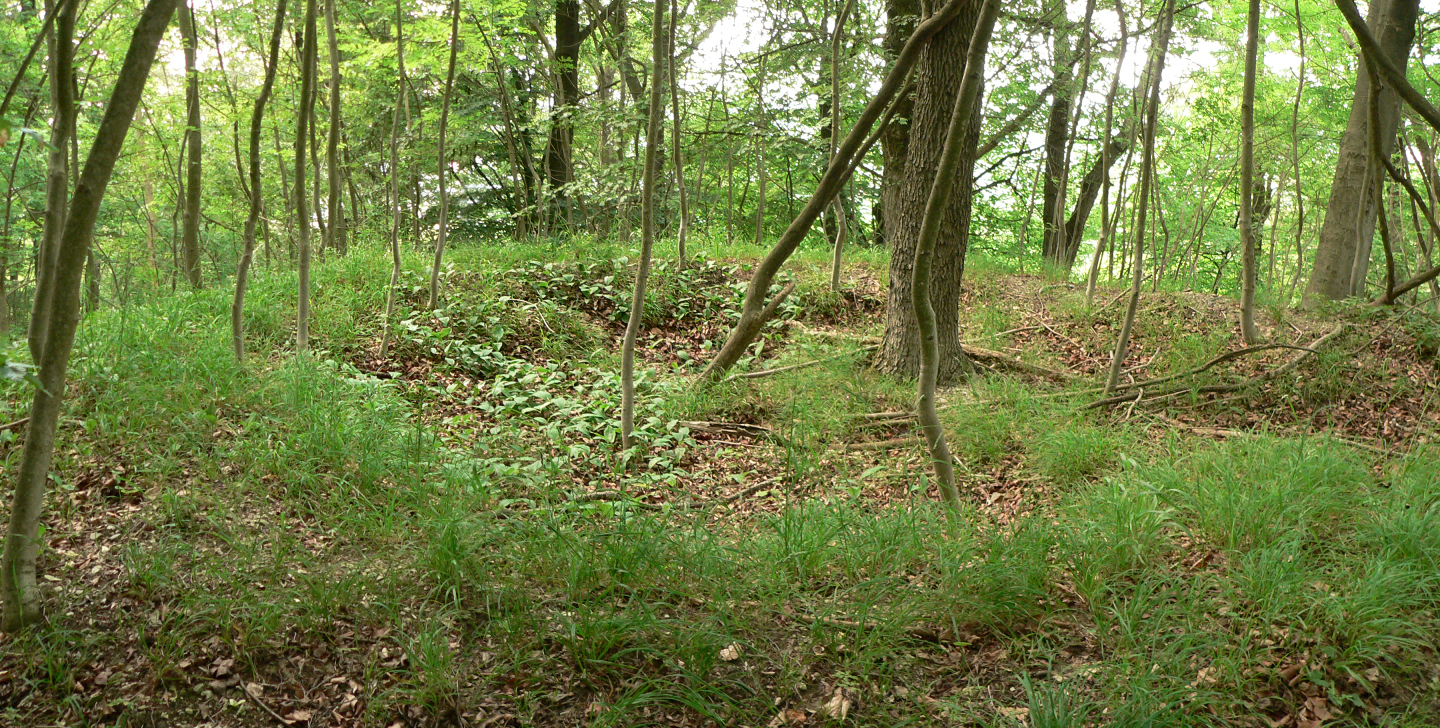
Die vom Gras angedeuteten Reste des Rundturms auf dem Burghügel

Entsprechend ihrer Entstehung und Nutzung in zwei Zeitphasen (Eisenzeit/Mittelalter) besitzt die Anlage einen unterschiedlichen Aufbau. In der ersten Phase handelte es sich um eine Wallburg, die während der vorrömischen Eisenzeit angelegt wurde. Eine ungefähre Datierung ermöglichten die im Wallbereich aufgefundene Keramikscherben aus dem Mittellatène. Die Befestigung bestand in dieser Zeit aus Wällen, die unterhalb der Kuppe der Erhebung verliefen. Heute finden sich davon im Gelände noch zwei Wallabschnitte von etwa 70 und rund 200 Metern Länge, die über einen jeweils außen liegenden Graben verfügen. Die Gräben sind heute noch bis zu 13 Meter breit und weisen zwischen Wallkrone und Grabensohle eine Tiefe von 1,4 und 1,8 Meter auf. Der Wallkörper besteht aus gesetzten Kalksteinen, die durch frühere Feuereinwirkung zum Teil rot angeglüht sind. Die Funde und Befunde lassen den Schluss zu, dass die Befestigungsanlage während der vorrömischen Eisenzeit aus einem Wall in Form einer Stein-Holz-Erde-Konstruktion bestand, die abgebrannt ist.
In der zweiten, hochmittelalterlichen Phase entstand auf der Kuppe der Erhebung eine Turmhügelburg, die sich heute als Burgstall darstellt. Der dazu angeschüttete Burghügel hat derzeit noch eine Fläche von etwa 20 × 30 Meter und ist noch bis zu 3 Meter hoch. Auf dem Hügel liegen im Boden die Grundmauern eines früheren Rundturms von 5 Metern Durchmesser. Dem Burghügel ist ein 1 Meter tiefer Sohlgraben vorgelagert, der am nordöstlichen Steilhang des Berges ausläuft. An drei Stellen auf, neben und abseits des Burghügels finden sich im Boden Vertiefungen, bei denen es sich vermutlich um kleinere neuzeitliche Steinbrüche handelt.

## Geschichte
Eine nähere historische Überlieferung zur mittelalterlichen Turmhügelburg besteht nicht. In einer Urkunde der Herren von Hardenberg wird sie im Jahr 1440 als Olderburg erwähnt. Auf einer Karte von 1784 wird die Anlage als Bühler Burg bezeichnet.

## Forschungsgeschichte
Bis in jüngerer Zeit wurde in der historischen Literatur als Entstehungszeit der Befestigungsanlage durchgängig das Mittelalter angenommen. Erst 1979 entdeckte ein Heimatforscher die der Turmhügelburg vorgelagerten Wälle. Er unternahm einen kleinen Grabungsschnitt und erkannte, dass die Wälle wesentlich älter als bis dahin angenommen sind. Die Frage, ob sie im Mittelalter als mögliches Annäherungshindernis weitergenutzt worden sind, ist offen, da eine größere archäologische Untersuchung der Anlage noch nicht stattgefunden hat.

## Bewertung

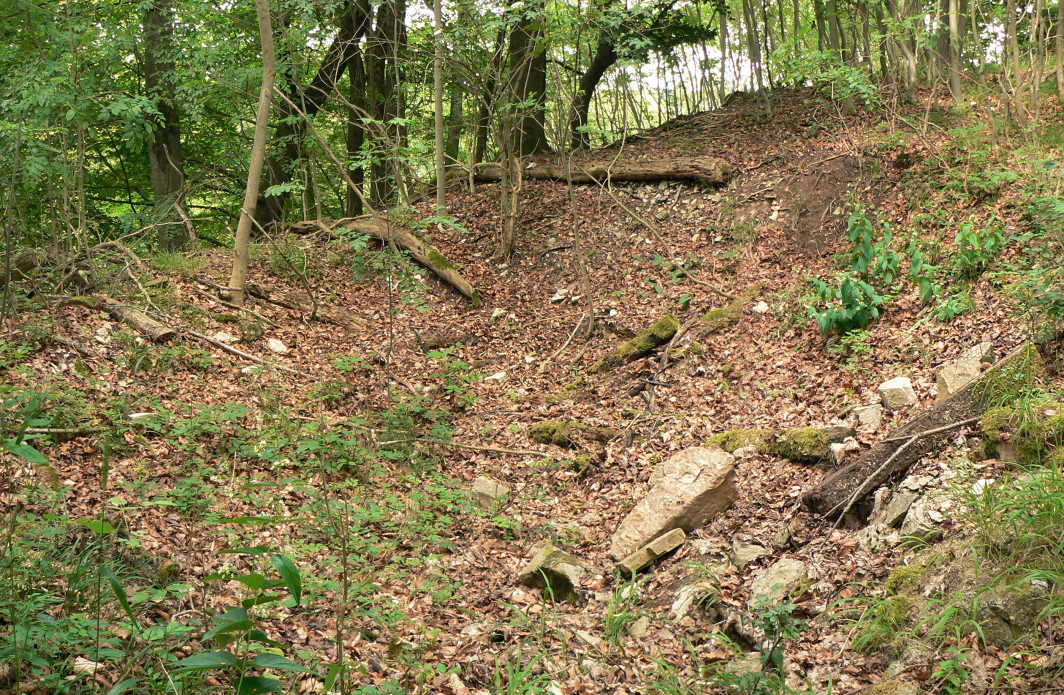
Bodenvertiefung neben dem Burghügel, eventuell neuzeitlicher Steinbruch

Äußerlich macht die Befestigungsanlage den Eindruck einer kleinen hochmittelalterlichen Turmhügelburg, die über Vorwälle verfügte. Die bisherigen Untersuchungen belegen aber eine zweiphasige Befestigungsanlage, die während der Eisenzeit und des Mittelalters genutzt wurde. Eine dauerhafte Nutzung als befestigter Wohnbau während des Mittelalters ist aufgrund der geringen Größe der Anlage unwahrscheinlich. Ähnliche Anlagen in Südniedersachsen sind die Pipinsburg bei Osterode am Harz, die Befestigungsanlage auf dem Hünstollen im Göttinger Wald und die Motte bei Trögen, die aber nicht über Vorwälle verfügte.